# Monte de los Olivos, Venustiano Carranza
Monte de los Olivos är en ort i Mexiko.   Den ligger i kommunen Venustiano Carranza och delstaten Chiapas, i den sydöstra delen av landet, 800 km öster om huvudstaden Mexico City. Monte de los Olivos ligger 1 726 meter över havet och antalet invånare är 184.
Terrängen runt Monte de los Olivos är varierad. Runt Monte de los Olivos är det ganska tätbefolkat, med 67 invånare per kvadratkilometer. Närmaste större samhälle är Amatenango del Valle, 7,2 km norr om Monte de los Olivos. I omgivningarna runt Monte de los Olivos växer huvudsakligen savannskog.